# Gail Zappa
Gail Zappa, narozena jako Adelaide Gail Sloatman (1. ledna 1945 Filadelfie, Pensylvánie — 7. říjen 2015 Los Angeles, Kalifornie) byla druhá manželka zesnulého hudebníka Franka Zappy, za kterého se provdala 21. září 1967. Seznámili se, když pracovala v losangeleském klubu Whisky a Go Go. Její neteř je modelka Lala Sloatman. Po smrti svého manžela vedla společnost Zappa Family Trust. Zemřela roku 2015 ve věku 70 let.